# Tony Goodwin
S. Anthony Goodwin (ur. 1 lutego 1937 w Evesham) – brytyjski kierowca wyścigowy.

## Biografia
Absolwent medycyny ze stopniem doktora. W 1955 roku za zaoszczędzone 160 funtów zakupił Lotusa Mark VI, którego przerobił i zmienił nazwę na Broadway 90. Tym samochodem zadebiutował w lipcu 1956 roku w sprincie Long Marston. Następnie ścigał się w Formule 1172, a w grudniu 1960 roku testował Laystalla, którego rozbił. Następnie rywalizował Pegasusem oraz Lolą w Formule Junior. W 1964 roku dołączył do RAF i został wysłany do Singapuru, gdzie zakupił Lolę Mk2. Samochodem tym jeszcze w 1964 roku zadebiutował w Formule 3; zajął tym pojazdem dwunaste miejsce w Grand Prix Monako. W 1965 roku używał Lotusa 20B, jak również Forda Anglia, Loli (trzeci w Grand Prix Malezji) oraz Lotusa Elite (trzeci w Grand Prix Makau). W tym okresie otrzymał ofertę pracy jako azjatycki korespondent „Motoring News”. Pod koniec 1966 roku wrócił do Wielkiej Brytanii i nabył Brabhama BT18. W 1967 roku podjął intensywny program, w ramach którego ścigał się m.in. w Danii, Jugosławii, Francji, Holandii, Portugalii i NRD. Od 1968 roku ścigał się samochodami sportowymi, w szczególności Chevronami. W 1970 roku zajął drugie miejsce w klasie w wyścigu 500 km Spa, a rok później wygrał klasę w 1000 km Spa. Wynik ten powtórzył w 1974 roku Lolą T294. W latach 1980–2008 uczestniczył w wyścigach samochodów historycznych.